# ECE-Prüfzeichen

Teil eines Genehmigungszeichens, das die dem Übereinkommen über die Annahme einheitlicher technischer Vorschriften für Radfahrzeuge, Ausrüstungsgegenstände und Teile, die in Radfahrzeuge(n) eingebaut und/oder verwendet werden können, und die Bedingungen für die gegenseitige Anerkennung von Genehmigungen, die nach diesen Vorschriften erteilt wurden angeschlossenen Regelungen (sogenannte UN/ECE-Regelungen) zur Anbringung an Ausrüstungsgegenständen und Teilen vorsehen. Hier mit der Landeskennzahl „1“, die für Deutschland steht. Bei einem vollständigen Genehmigungszeichen muss in der Nähe dieses Kreises die Genehmigungsnummer, sowie gegebenenfalls auch die Nummer der internationalen Vereinbarung mit dem Buchstaben „R“ und gegebenenfalls zusätzliche Zeichen angebracht sein.

Das durch die Economic Commission for Europe (ECE) vereinbarte ECE-Prüfzeichen, auch als E-Kennzeichen, E-Kennzeichnung oder E-Kennung bezeichnet, ist eine Kennzeichnung von genehmigungspflichtigen Bauteilen an Kraftfahrzeugen. Sie besteht aus einem großen E im Kreis und einer auf die jeweilige ECE-Regelung bezogenen Prüfnummer und besagt, dass für die damit gekennzeichneten Bauteile die erforderlichen Prüfungen und Genehmigungen durchgeführt wurden und eine ECE-Bauartgenehmigung erteilt wurde. Die am ECE-Verfahren teilnehmenden Staaten und deren Behörden erkennen diese Bauartgenehmigung untereinander an.

## Grundlage für das ECE-Prüfzeichen
Grundlage für diese Prüfungen sind die so genannten ECE-Regelungen der Wirtschaftskommission für Europa der Vereinten Nationen (Economic Commission for Europe, ECE) in Genf. Das so gekennzeichnete Bauteil darf in Deutschland und Österreich ohne speziellen Eintrag in die Fahrzeugpapiere mitgeführt und betrieben werden – es bedarf also weder eines Teilegutachtens (TGA), noch einer EG-BE/ABE, solange der in der Genehmigung vorgegebene Verwendungsbereich eingehalten wird.
In Deutschland ist die Anerkennung der E-Kennzeichnung in § 21a der StVZO geregelt.
Es gibt keine E-Kennzeichnung ohne nachfolgende Nummer, welche dem „E“ folgt. Die Kennzeichnung ist eine Typgenehmigung und basiert nicht auf einer Herstellererklärung, sondern wird z. B. vom Kraftfahrt-Bundesamt (KBA) auf Antrag zusammen mit einer Typgenehmigungsnummer erteilt. Der Aufbau und die Anbringung dieser Kennzeichnung ist in der jeweiligen ECE-Richtlinie beschrieben.

## Ausführung und Form
Das Prüfzeichen besteht aus einem Kreis, in dessen Innern sich der Buchstabe „E“ und die Kennzahl des Staates befinden, der die Genehmigung erteilt hat, sowie aus der Genehmigungsnummer in der Nähe dieses Kreises, gegebenenfalls aus der Nummer der internationalen Vereinbarung mit dem Buchstaben „R“ und gegebenenfalls aus zusätzlichen Zeichen.

## Verwendung
Das Prüfzeichen darf nur auf Fahrzeugteilen oder Ausrüstungsteilen angebracht werden, die auch den Bestimmungen der Genehmigung entsprechen. Ein Zeichen, das aufgrund ähnlichem Aussehen zu Verwechslungen mit dem ECE-Prüfzeichen führen kann, darf nicht auf Fahrzeugteilen zu finden sein. Bei Betrieb von Geräten, die ohne „e“- oder „E“-Kennzeichnung in einem Kraftfahrzeug betrieben werden, kann unter gewissen Umständen die Betriebserlaubnis erlöschen.

## Liste der Kennzahlen der Länder
Die folgenden Kennzahlen der Länder werden in juristischen Dokumenten oder in der Umgangssprache gelegentlich ungenau als Länderkennzahlen bezeichnet. Die Kennzahlen der genehmigenden Länder sind:
| 1  | Deutschland                               |
| 2  | Frankreich                                |
| 3  | Italien                                   |
| 4  | Niederlande                               |
| 5  | Schweden                                  |
| 6  | Belgien                                   |
| 7  | Ungarn                                    |
| 8  | Tschechische Republik                     |
| 9  | Spanien                                   |
| 10 | Serbien (früher Kennzahl für Jugoslawien) |
| 11 | Vereinigtes Königreich                    |
| 12 | Österreich                                |
| 13 | Luxemburg                                 |
| 14 | Schweiz                                   |
| 15 | – (vormals DDR)                           |
| 16 | Norwegen                                  |
| 17 | Finnland                                  |
| 18 | Dänemark                                  |
| 19 | Rumänien                                  |
| 20 | Polen                                     |
| 21 | Portugal                                  |
| 22 | Russische Föderation                      |
| 23 | Griechenland                              |
| 24 | Irland *                                  |
| 25 | Kroatien                                  |
| 26 | Slowenien                                 |
| 27 | Slowakei                                  |
| 28 | Belarus                                   |
| 29 | Estland                                   |
| 30 | Republik Moldau                           |
| 31 | Bosnien und Herzegowina                   |
| 32 | Lettland                                  |
| 34 | Bulgarien                                 |
| 35 | Kasachstan                                |
| 36 | Litauen                                   |
| 37 | Türkei                                    |
| 39 | Aserbaidschan                             |
| 40 | Nordmazedonien                            |
| 41 | Andorra                                   |
| 42 | Europäische Union **                      |
| 43 | Japan                                     |
| 45 | Australien                                |
| 46 | Ukraine                                   |
| 47 | Südafrika                                 |
| 48 | Neuseeland                                |
| 49 | Zypern *                                  |
| 50 | Malta *                                   |
| 51 | Republik Korea                            |
| 52 | Malaysia                                  |
| 53 | Thailand                                  |
| 54 | Albanien                                  |
| 55 | Armenien                                  |
| 56 | Montenegro ***                            |
| 57 | San Marino                                |
| 58 | Tunesien                                  |
| 60 | Georgien                                  |
| 62 | Ägypten                                   |
| 63 | Nigeria                                   |
| 64 | Pakistan                                  |
| 65 | Uganda                                    |
| 66 | Philippinen                               |
| 67 | Vietnam                                   |
| 68 | Kirgisistan                               |

## Abkürzungen
- aaS = amtlich anerkannter Sachverständiger

Oben:
Prüfzeichen nach ECE-Regelung,
Unten:
Prüfzeichen gemäß Abs. 2 Sätze 2 und 3 i. V. m. Abs. 1a wiederum i. V. m. Abs. 1 StVZO basierend auf Richtlinien der Europäischen Union

- aaSoP = amtlich anerkannter Sachverständiger oder Prüfer,
- PI = Prüfingenieur
- aaSmT = amtlich anerkannter Sachverständiger mit Teilbefugnissen

## Abgrenzung zu anderen übernationalen Prüfzeichen im europäischen Raum
Neben dem ECE-Prüfzeichen gibt es noch das Prüfzeichen für Fahrzeuge und Fahrzeugteile, das auf, mittels Rechtsakten der Europäischen Union in Form von Richtlinien, harmonisiertem nationalen Recht basiert; es wird auf einer anderen Rechtsgrundlage erteilt als das ECE-Prüfzeichen. Das mittelbar auf diesen Richtlinien basierende Prüfzeichen besteht aus einem kleinen e im Rechteck und besagt, dass für diese Fahrzeuge oder Fahrzeugteile eine europäische Typgenehmigung erteilt wurde. In der Bundesrepublik Deutschland wird es gemäß § 21a Absatz 1a in Verbindung mit Absatz 1 der Straßenverkehrs-Zulassungs-Ordnung (StVZO) anerkannt; die Ausgestaltung des Prüfzeichens ist in § 21a Absatz 2 Satz 2 StVZO beschrieben und die Kennzahl für die Bundesrepublik Deutschland durch § 21a Absatz 2 Satz 3 StVZO bestimmt. 
Die ebenfalls auf, mittels Rechtsakten der Europäischen Union in Form von Richtlinien, harmonisiertem nationalen Recht basierende CE-Kennzeichnung ist kein Genehmigungszeichen beziehungsweise Prüfzeichen, da es nicht in allen Fällen auf einer Prüfung und nicht auf einem gänzlich externen Genehmigungsverfahren basiert, sondern auf einer von dem Hersteller oder den Herstellern des Produktes abgegebenen EU-Konformitätserklärung. Diese basiert auf einer von dem Hersteller oder den Herstellern des Produktes durchgeführten Konformitätsbewertung. Je nachdem, auf welcher Richtlinie die im konkreten Fall erforderliche EU-Konformitätserklärung basiert, kann jedoch die Einbindung von Benannten Stellen in das Verfahren der Konformitätsbewertung vorgeschrieben sein, insbesondere zur Durchführung von EG-Baumusterprüfungen.